# Agrostis hooveri
Agrostis hooveri là một loài thực vật có hoa trong họ Hòa thảo. Loài này được Swallen mô tả khoa học đầu tiên năm 1949.

## Hình ảnh

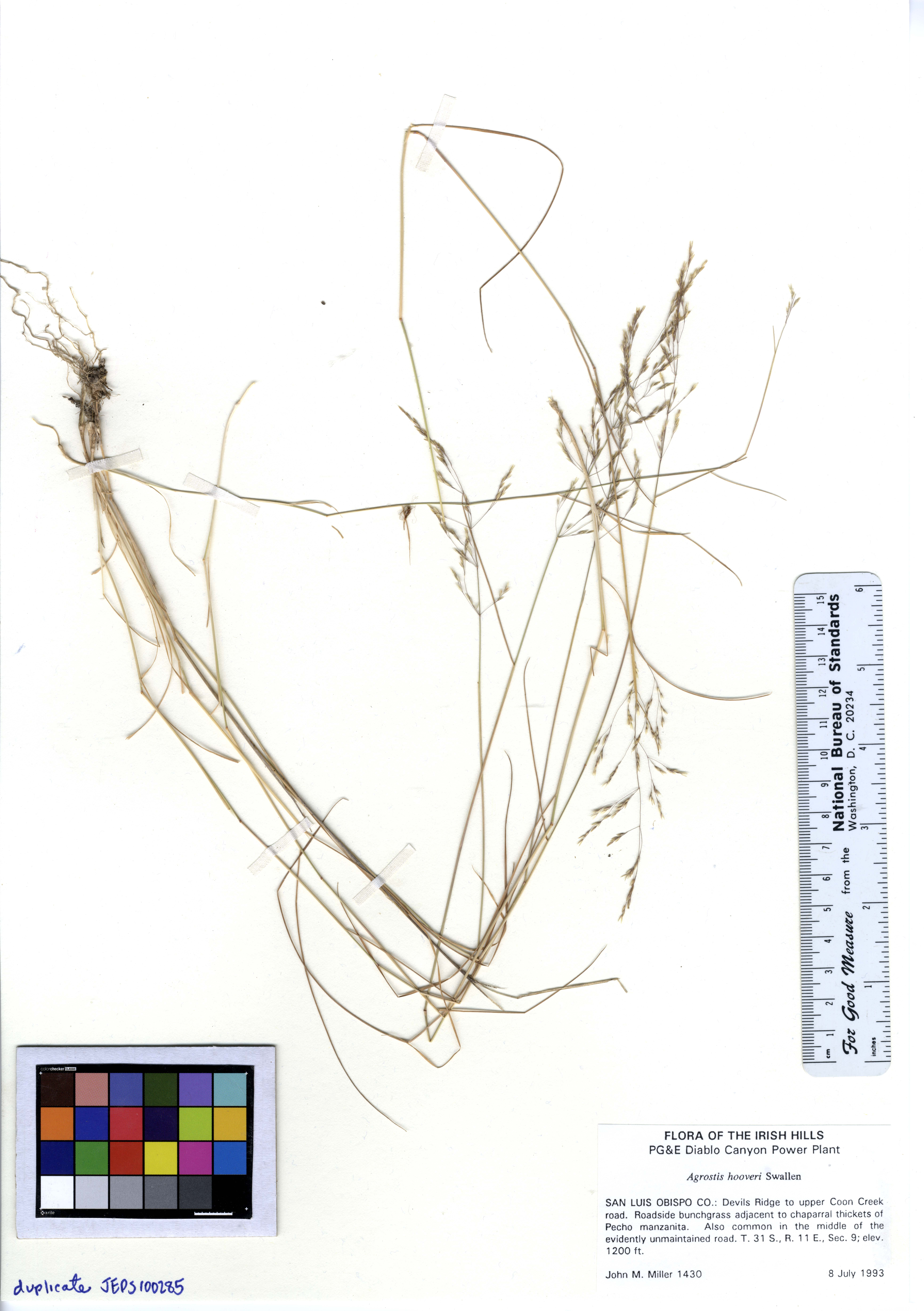